# سبراكماني
سبراكماني هو أحد ملوك كوش، حكم مملكة كوش النصف الأول من القرن الثالث ق.م، ورد ذكره فقط في نقش وجد في معبد آمون في الكوة، يذكر هذا النقش التالف بشدة الملك بعنخ رايك كا، الذي حكم قبله.

## الدفن
دفن سبراكماني في المقبرة الملكية بجبل البركل (الهرم رقم 7).